# Fredrik Svensson (pentatleta)
Fredrik Svensson (9 ottobre 1976) è un pentatleta svedese.

## Palmarès
In carriera ha conseguito i seguenti risultati:
- Mondiali:

Millfield 2001: argento nel pentathlon moderno staffetta a squadre.
- Europei

Székesfehérvár 2000: bronzo nel pentathlon moderno staffetta a squadre.